# Accipiter erythronemius
El gavilán muslirrufo o esparvero común (Accipiter erythronemius), es una especie de ave Accipitriforme de la familia Accipitridae.

## Taxonomía
Considerado como una subespecie del Accipiter striatus, junto con el Accipiter ventralis y el Accipiter chionogaster; diversos autores los han catalogado como nuevas especies basándose en su diferente morfología, área de distribución y comportamiento

## Descripción
Es muy similar al Accipiter ventralis: de en torno a 30 cm de longitud, entre 52 y 58 cm de envergadura y un peso de 110 gr. 
Tienen anchas cortas y anchas y su cola es larga, de forma rectangular y con un barrado grueso en gris blanquecio y negro. Las plumas primarias y secundarias son de color gris pálido, con un barrado en negro. Sus patas son de color amarillo, el pico es negro y su base o ceres, es de color amarillo, al igual que el anillo ocular.
Las partes superiores de su plumaje son de color gris muy oscuro, casi negro; el vientre es blanco barrado en gris oscuro y las patas están cubiertas por unas plumas de color rojizo que le dan el nombre en castellano a la especie.

## Hábitat
Vive en el este y sureste de Brasil, sureste de Bolivia, en Uruguay, Paraguay y noreste de Argentina; en una amplitud de entornos que van desde los parches boscosos, tanto en zonas húmedas, como áridas; plantaciones de árboles y zonas suburbanas.

## Alimentación
Se alimenta casi exclusivamente de aves de tamaño pequeño y mediano, que caza tras acecharlas desde una percha o perseguirlas en la espesura del bosque.